# تريد أو لا تريد (أغنية)

تريد أو لا تريد (بالفرنسية: Tu veux ou tu veux pas) أغنية فرنسية، إقتبسها من البرتغالية إلى الفرنسية الملحن الفرنسي بيير كور، ليسجلها عام 1969 مغني وموسيقي الجاز «مارسيل زانيني»، ثم قامت بغنائها بريجيت باردو عام 1970. الأغنية الأصلية البرتغالية البرازيلية من كلمات ولحن الملحن البرازيلي كارلوس إمبريال وأداها المغني البرازيلي ويلسون سيمونال في عام 1967عندما كان في ذروة مسيرته المهنية، حيث انه أول فنان برازيلي اسود يحقق نجاحًا كبيرًا.

## نسخة مارسيل زانيني
عرض المدير الفني لشركة إسطوانات باركلي «ليو ميسير» في عام 1969 على مغني الجاز «مارسيل زانيني» الأغنية، الذي قبلها وغناها، ليحقق نجاحًا كبيرًا ويصبح مشهورًا بشاربه الصغير وقبعته المميزة ونظارته المستديرة، ومع هذا النجاح، ظل يواصل العزف في نوادي الجاز ومهرجاناته الباريسية. . قدم زانيني نفسه للجمهور، وظهرت أغنيته «تريد أو لا تريد» على شفاه الجميع، لذا أصدرت بريجيت باردو نسختها من الأغنية في نفس العام، 1969.
كتبت الصحيفة الفرنسية اليومية لو ميدي ليبر Le Midi Libre: «الأغنية هي مقطوعة رائعة من موسيقى الجاز، مشوبة بالبلوز، والبوسا نوفا، ليثبت زانيني أنه رجل جاز حقيقي بأغنية منفردة رائعة على التينور ساكسفون والكلارينيت».
قالت محطة الإذاعية الفرنسية تي اس اف جاز TSF Jazz: «يسجل زانيني أغنية قياسية... لمحات من الخفة في عالم من المتوحشين».
كتبت الصحيفة الاسبوعية الفرنسية لو جورنال دو ديمانج Le Journal du Dimanche: «تريد أو لا تريد... فرض هذا السؤال المبتذل نفسه، في السبعينيات، وكأنه نجاح كبير في الأغنية الفرنسية».
كتبت مجلة فرنسا France Magazine: «مارسيل زانيني، أستاذ كلارينيت وساكس، يلعب بخبرة دون أن يأخذ نفسه على محمل الجد».
كتبت المجلة الفرنسية الاسبوعية فرانس ديمانج France Dimanche: «مارسيل زانيني فنان غير عادي، هو عازف كلارينيت ومغني نادر في موسيقى الجاز... يدين بالسعادة لموسيقى الجاز، ولزوجته سوزان، ولابنه آلان، الكاتب وعازف الجيتار، وكذلك لأصدقائه».

## كلمات الأغنية
تريد أو لا تريد Tu veux ou tu veux pas
تريد؟ هذا جيد Tu veux c'est bien
إذا كنت لا تريد أن تكون سيئًا للغاية Si tu veux pas tant pis
إذا لم تريد Si tu veux pas
لن أعتبرها مشكلة J'en f'rai pas une maladie
نعم ولكن ها أنت ترد علي Oui mais voilà réponds-moi
لا أو نعم Non ou bien oui
إنه مثل هذا أو ذاك C'est comme ci ou comme ça
أو تريد أو لا تريد Ou tu veux ou tu veux pas
تريد أو لا تريد Tu veux ou tu veux pas
أنت تقول أسود ثم تقول أبيض Toi tu dis noir et après tu dis blanc
إنه أسود إنه أسود C'est noir c'est noir
نعم ولكن إذا كان أبيض فهو أبيض Oui mais si c'est blanc c'est blanc
إنه أسود أو أبيض C'est noir ou blanc
لكنها ليست بالأبيض والأسود معًا Mais ce n'est pas noir et blanc
إنها مثل هذا أو ذاك C'est comme ci ou comme ça
أو تريد أو لا تريد Ou tu veux ou tu veux pa
الحياة، نعم إنها مثل الجمباز La vie, oui c'est une gymnastique
وهي مثل الموسيقى Et c'est comme la musique
هناك بعض السيء والبعض الجيد Y a du mauvais et du bon
الحياة بالنسبة لي جميلة La vie, pour moi elle est magnifique
يجب ألا تعقد الأمر Faut pas que tu la compliques
بترددكِ Par tes hésitations
الحياة، يمكن أن تكون حلوة جدًا La vie, elle peut être très douce
ما دمت تدفعها A condition que tu la pousses
في الاتجاه الصحيح Dans la bonne direction
الحياة هنا، إنها تنادينا La vie, elle est là elle nous appelle
معكِ ستكون جميلة Avec toi elle sera belle
إذا جئتِ إلى البيت Si tu viens à la maison
تريد أو لا تريد؟ حسنًا Tu veux ou tu veux pas? bein
ماذا؟ آه! أنت تقول نعم Quoi? Ah! tu dis oui
وأنا أيضا أريد المزيد Et ben moi j'veux plus

## وصلات خارجية
https://www.youtube.com/watch?v=wR2KYjiAdTw تريد أو لا تريد (أغنية)
https://www.youtube.com/watch?v=z_qknpPA5JA تريد أو لا تريد (أغنية)
https://www.youtube.com/watch?v=WcNw0PndLrg تريد أو لا تريد (أغنية)